# Carlos Romero Barceló
Carlos Romero Barceló (San Juan, 4 settembre 1932 – San Juan, 2 maggio 2021) è stato un politico portoricano.
È stato il 5º Governatore di Porto Rico dal 1977 al 1985 e dal 1993 al 2000 deputato della Camera dei Rappresentanti degli Stati Uniti.